# Kazimierz Nowakowski (1922–1978)
Kazimierz Nowakowski (ur. 4 grudnia 1922 w Uhornikach, zm. 14 lipca 1978) – polski urzędnik konsularny i funkcjonariusz partyjny PZPR.
Syn Józefa i Anieli. W PPR od 28 października 1946 (od 1947 był członkiem plenum Komitetu Miejskiego partii w Elblągu), następnie w PZPR (do 1951 zasiadał w tym samym gremium, od 1949 był także jego instruktorem ds. personalnych; później był delegatem na II, III i IV zjazd tej partii). Kierownik Wydziału Politycznego Państwowego Ośrodka Maszynowego (POM) oraz członek egzekutywy i plenum Komitetu Powiatowego PZPR w Starogardzie Gdańskim (1951–1952), a także kierownik Wydziału Politycznego Wojewódzkiego Zarządu POM w Gdańsku (1952–1957). Od 1951 do 1973 zasiadał w plenum Komitetu Wojewódzkiego PZPR w Gdańsku. Od 1957 funkcjonariusz struktur PZPR – instruktor Wydziału Organizacyjnego KW PZPR w Gdańsku (1957), I sekretarz KP PZPR w Tczewie (1957–1960), instruktor Wydziału Rolnego KW (1960–1961), I sekretarz KP w Malborku (1961–1972). W Tczewie i Malborku działał także we Froncie Jedności Narodu. Był również działaczem TPPR i TSŚ. Przeniesiony do służby zagranicznej w której powierzono mu funkcję konsula generalnego PRL w Leningradzie (1972–1974) i Warnie (1974–1976). Po powrocie do kraju ponownie pracownik aparatu PZPR, tym razem w KW w Elblągu (1977–1978).
Uczestnik szeregu szkoleń, m.in. kursu w Szkole Centralnej w Łodzi, kursu wykładowców w Sopocie, słuchacz Szkoły Partyjnej przy KC PZPR w Warszawie.